# 전통주의 (정치)
전통주의(傳統主義, Traditionalism) 또는 전통보수주의(傳統保守主義, Traditionalist conservatism)는 전통주의, 고전적인 보수주의를 비롯한 옛 전통을 강력히 옹호하는 개념이며, 자연 법칙과 초월적인 도덕적 질서, 전통, 계층 구조 및 유기 화합, 토지 균분의 원칙에 대한 필요성을 강조하는 정치 철학이다. 일부 전통보수주의는 봉건주의 같은 반동주의적인 색채를 보이기도 한다.

## 같이 보기
- 기독교 민주주의
- 공동체주의
- 반계몽주의
- 협동조합주의
- 역사학파 경제학
- 지방제도
- 군주주의
- 국민보수주의
- 고보수주의
- 지역주의
- 사회보수주의
- 토리 (용어)